# Bel'dunčana
La Bel'dunčana (in russo  Бельдунчана?) è un fiume della Siberia Orientale, affluente di destra della Kurejka. Scorre nei rajon  Ėvenkijskij del Territorio di Krasnojarsk, in Russia.
La sorgente del fiume si trova nella parte centrale dell'Altopiano Putorana. A monte del lago Bel'dunčana Superiore (Верхняя Бельдунчана) il fiume è chiamato Dogaldyn (che in lingua evenki significa "affluente"). Il corso del fiume si dirige mediamente verso sud. La sua lunghezza è di 195 km, l'area del suo bacino è di 4 440 km². Sfocia nella Kurejka a 646 km dalla foce. Non c'è una popolazione permanente sulle rive del fiume.
Il fiume è utilizzato per il rafting (IV categoria di complessità) e la pesca. Una delle attrazioni del fiume è la cascata Bel'dunčanskij, a 7 km dalla foce del fiume. La larghezza della cascata è di 40 m, l'altezza di 25 m. 